# Liste der Monuments historiques in Trécon
Die Liste der Monuments historiques in Trécon führt die Monuments historiques in der französischen Gemeinde Trécon auf.

## Liste der Objekte
| Bezeichnung                                             | Beschreibung                          | Standort                       | Kennzeichnung | Schutzstatus | Datum | Bild |
| ------------------------------------------------------- | ------------------------------------- | ------------------------------ | ------------- | ------------ | ----- | ---- |
| Skulpturengruppe Der heilige Martin teilt seinen Mantel | Holz, farbig gefasst, 18. Jahrhundert | in der Kirche St-Martin (Lage) | PM51001109    | Classé       | 1962  |      |